# نیکولای چاوداروف
نیکولای چاوداروف (بلغاری: Николай Чавдаров؛ زادهٔ ۲۲ آوریل ۱۹۷۶) بازیکن فوتبال اهل بلغارستان است.